# Ciudad Jardín Lomas del Palomar
Ciudad Jardín Lomas del Palomar, también conocida como Ciudad Jardín, es una localidad ubicada en la Zona Oeste del Gran Buenos Aires, Argentina. Pertenece al partido de Tres de Febrero en la provincia de Buenos Aires, adjunta a la ciudad de El Palomar, esta última en el partido de Morón.

## Toponimia
La historia de Ciudad Jardín está unida al devenir del vecino El Palomar. Es decir, ambos conformaban geográficamente lo que se denominaba cañada Ortiz o cañada Oliva, tomando el nombre de un antiguo propietario ligado a la conquista del terreno a finales del siglo XVI. Con el tiempo, entre mediados y finales del siglo XVIII, el territorio perteneció a Diego Casero, quien construyó en el patio de su propiedad un enorme palomar de planta circular y tres pisos concéntricos, con el que se daba cobijo a miles de palomas, contribuyendo al sustento de la finca. Este gran edificio y sus inquilinos fueron los que dieron origen al nombre de la zona.

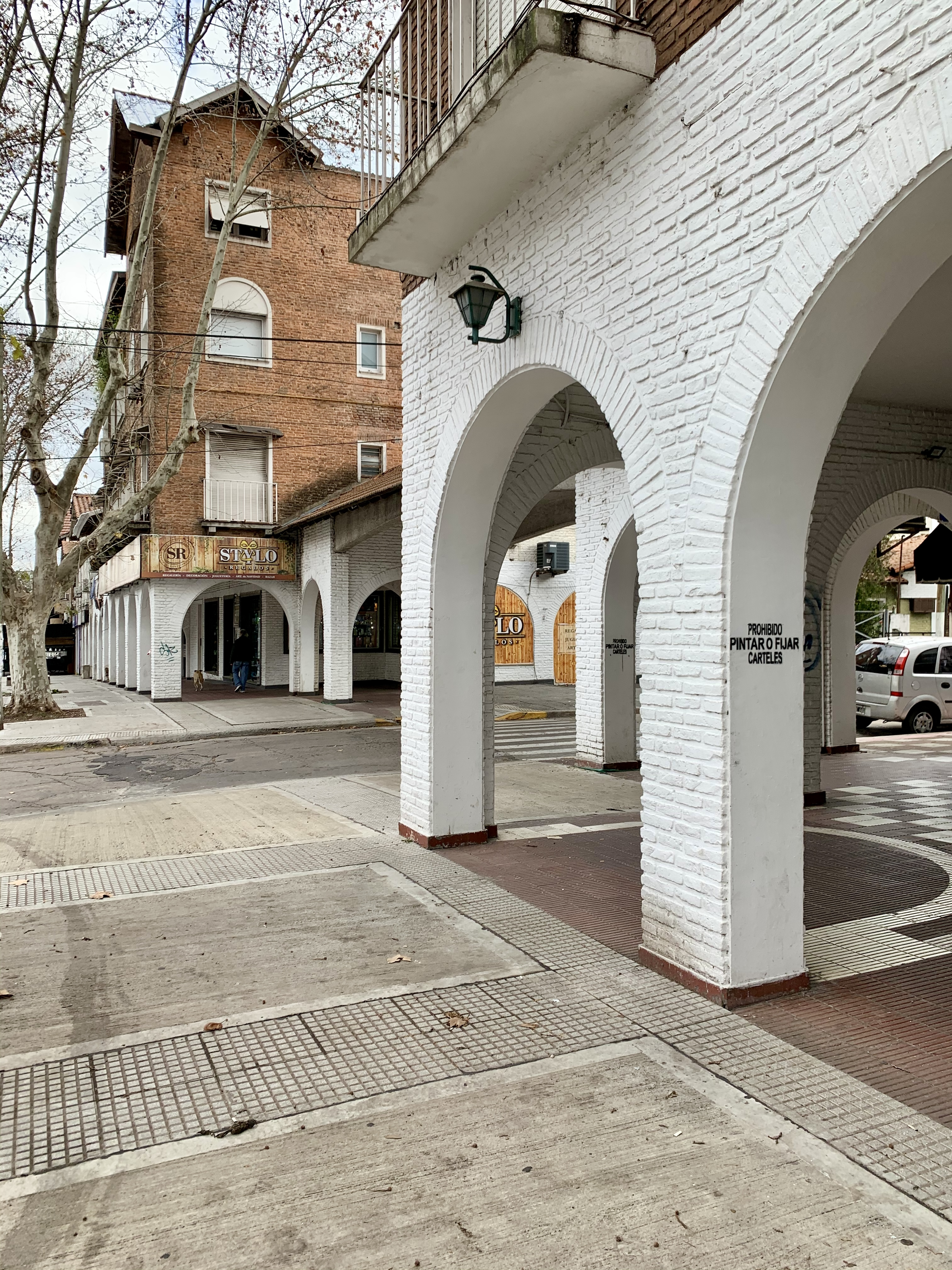
Arquitectura típica

Entre 1952 y 1955 la localidad pasó a denominarse «Ciudad Jardín Eva Perón» durante el segundo gobierno de Perón, pero "El Palomar" continuó existiendo tanto físicamente como en el lenguaje popular, y el viejo nombre se conservó. En este mismo periodo, la actual avenida Libertad llevaba el nombre de Pte. Juan Domingo Perón. Según la autora Laura Germano, la denominación continuó hasta mediados de la década del '60 y se cambió por voluntad de sus vecinos.

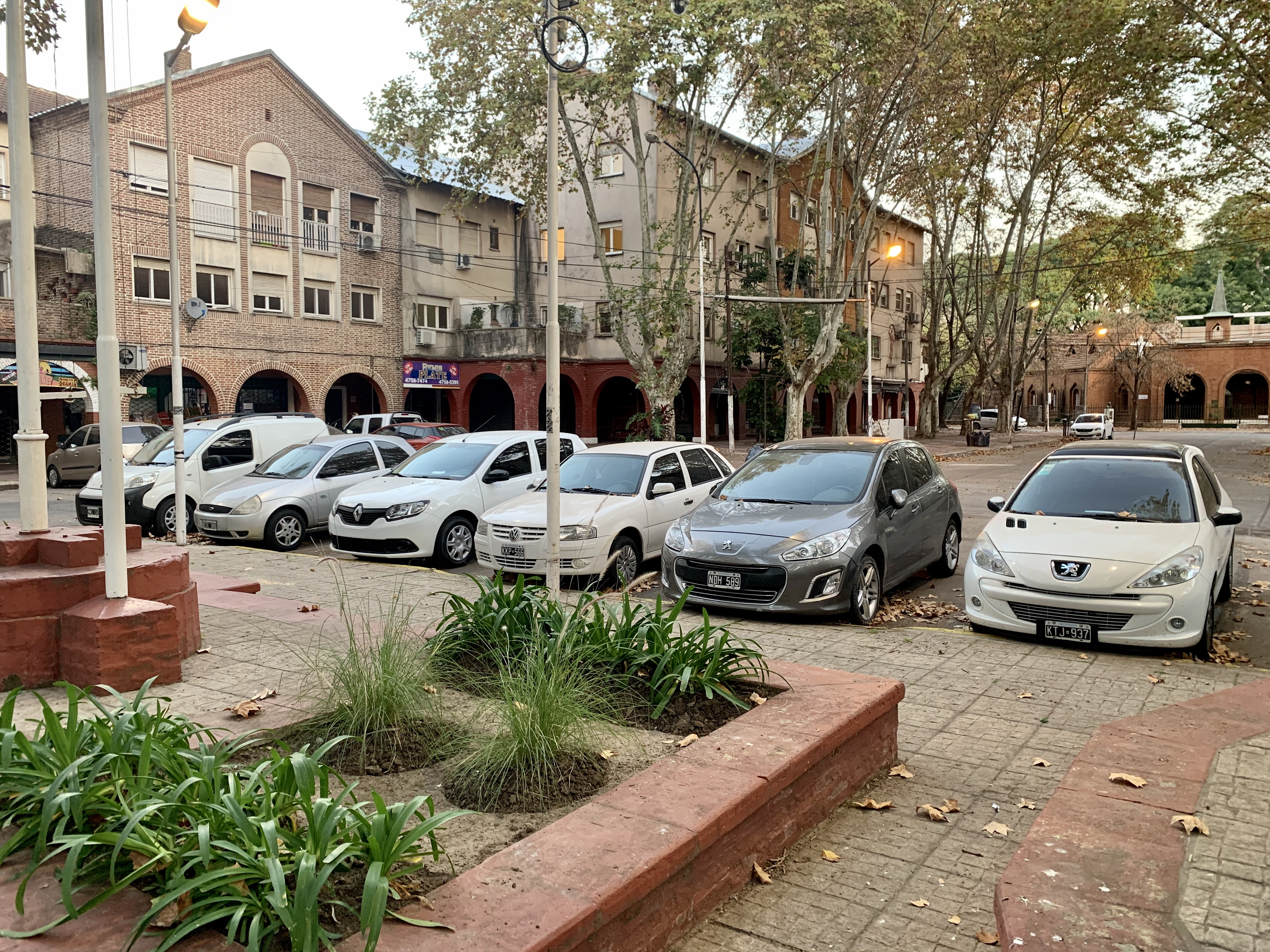
Plaza Almirante Plate

## Historia
Inaugurada en 1944, Ciudad Jardín Lomas del Palomar fue ideada por el empresario de origen alemán Erick Zeyen.

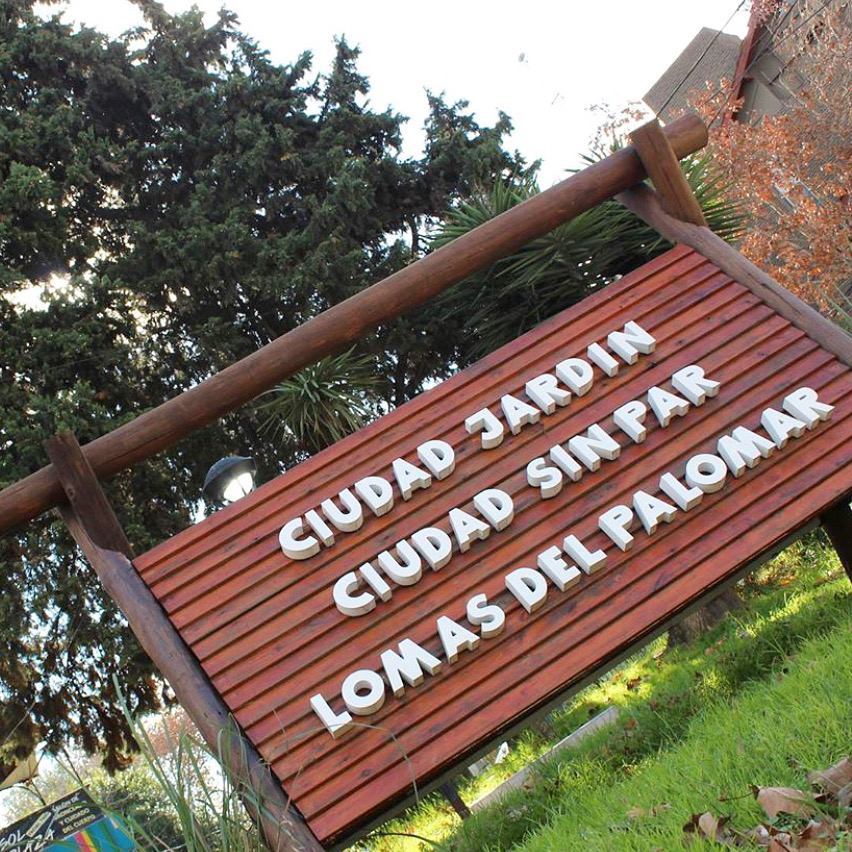
Reconstrucción del letrero histórico

Por tradición, esta tierra estuvo habitada por ganaderos y obreros que trabajaban en los saladeros de la zona, sin apenas hechos excepcionales en la vida rural hasta 1852, cuando la Batalla de Caseros supuso el fin del gobierno de Juan Manuel de Rosas, tras ser vencido por el general  Urquiza. No es hasta dos décadas más tarde, en 1872 cuando se establece el primer negocio de la zona: una pulpería, pronto convertida en punto de encuentro para los trabajadores y escasos habitantes del área. 

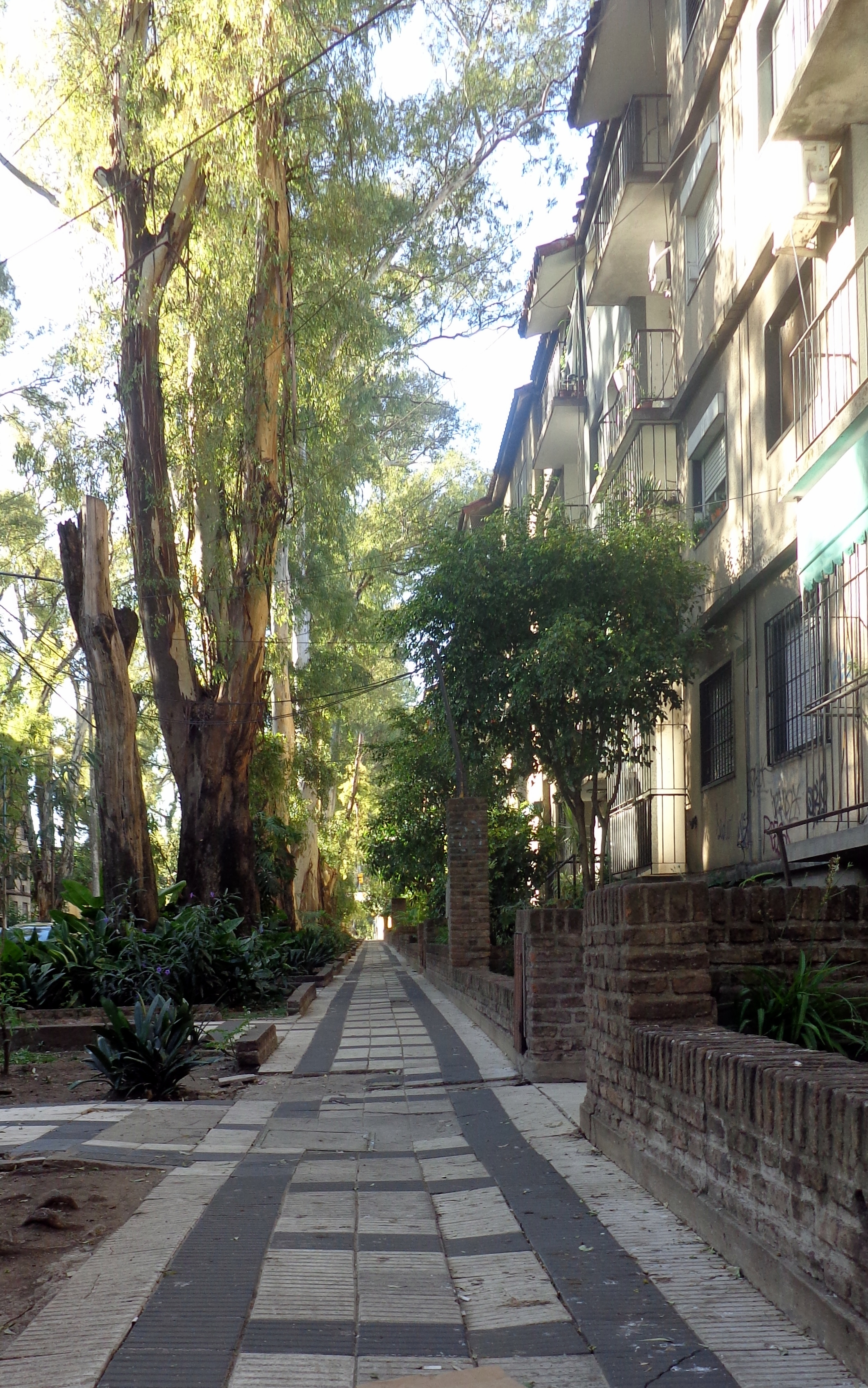
Avenida Germán Wernicke

El comienzo del siglo XX originará ya grandes cambios en la vida rural: en el año 1904, el teniente general Pablo Ricchieri había colocado la piedra fundamental del Colegio Militar de la Nación, cerca del conocido palomar, y para cuando se inauguró, el 23 de diciembre de 1937, ya hacía más de dos décadas que había llegado el tren a la Estación El Palomar y se habían subastado varios terrenos. Entre tanto, el Dr. Erich E. Zeyen había llegado de Alemania en 1929 a la bullente Buenos Aires con la idea de crear una ciudad en consonancia con los ideales arquitectónicos de la época, vinculados a la propuesta urbana de Ciudad Jardín  de Ebenezer Howard.. El lugar elegido fue el rincón más tranquilo y rural del área de El Palomar. Convirtiéndose rápidamente en un empresario de la construcción de muchos éxitos, Zeyen puso en práctica, según su autobiografía, todo un complejo proyecto de urbanización, pormenorizando desde su financiación hasta la última de las instituciones necesarias, y desde el modo de vivir de sus habitantes hasta la manipulación simbólica del barrio.

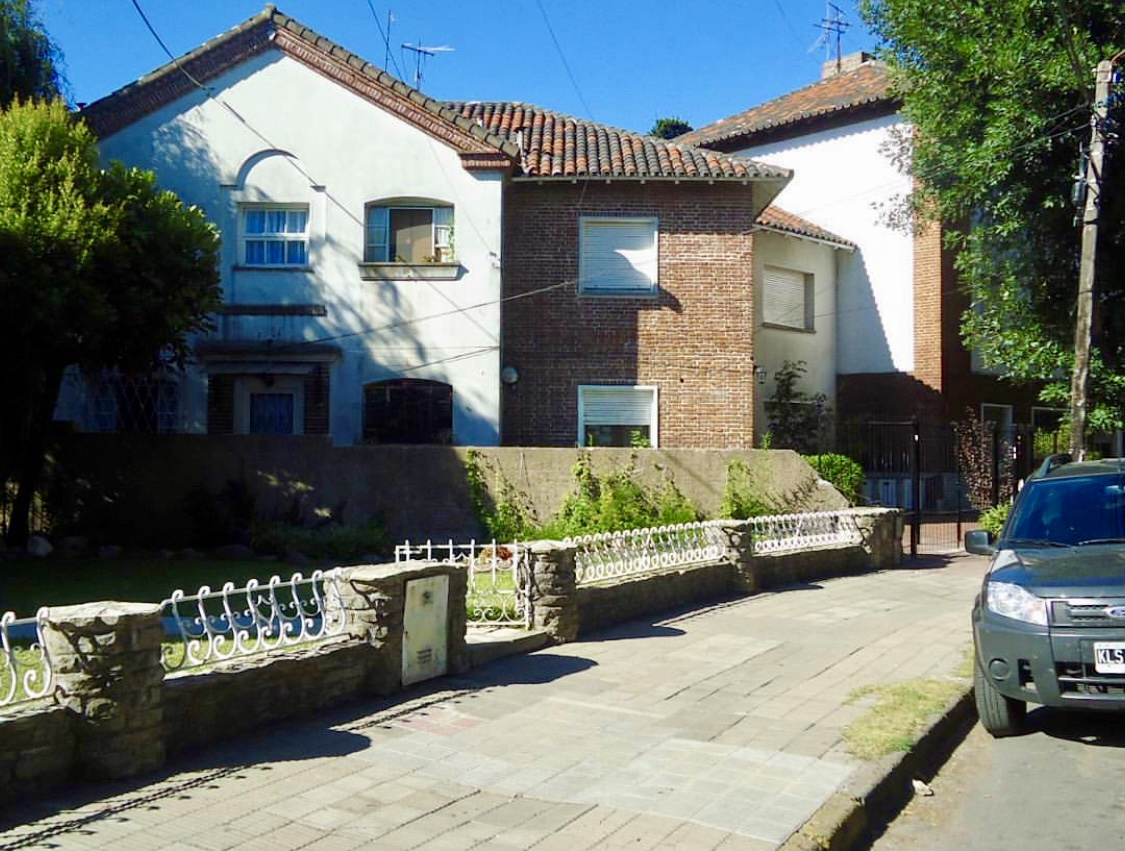
Estilo de Ciudad Jardín

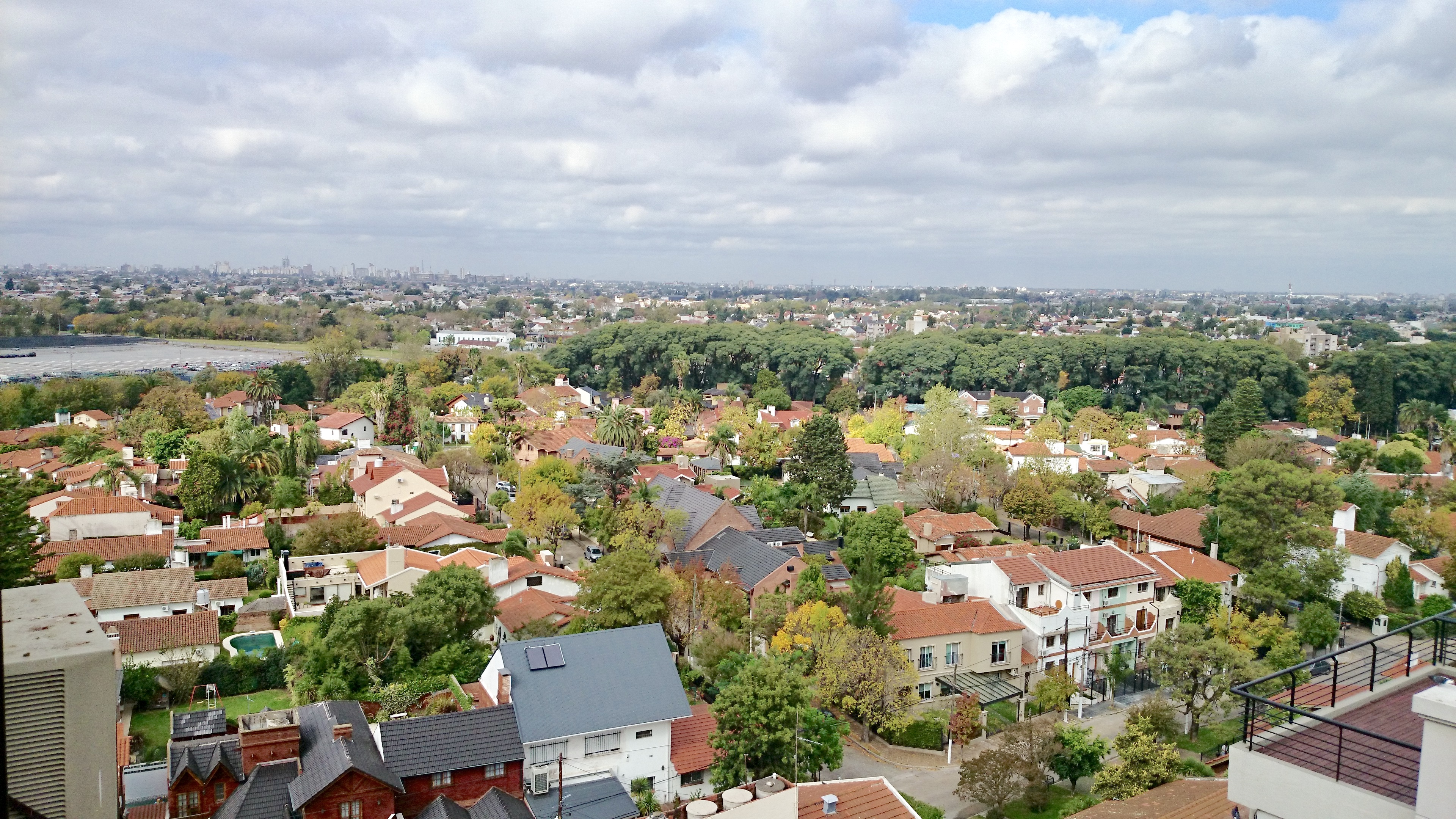
Vista de la calle Immelmann

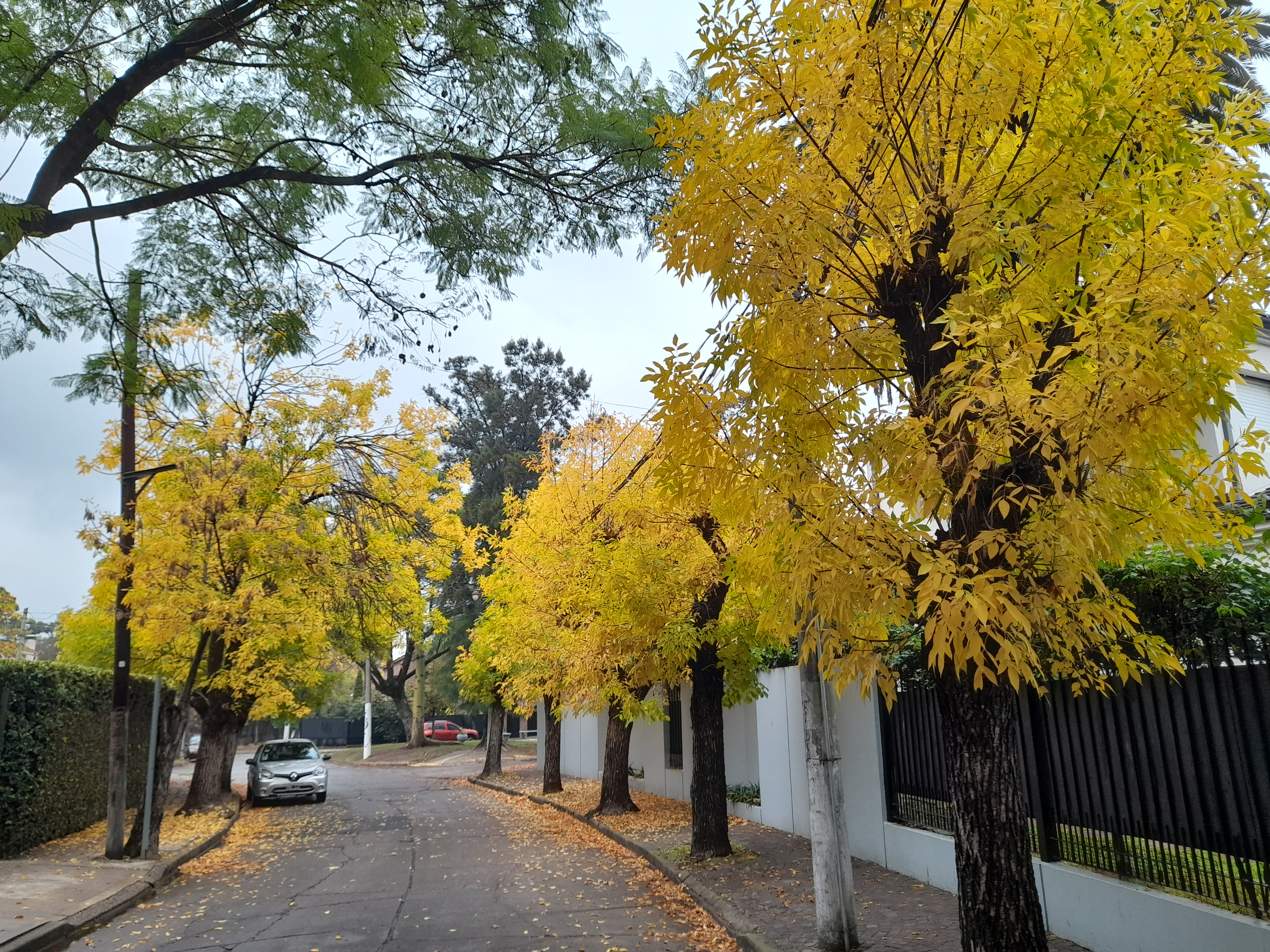
Calle De los Pensamientos

Su carrera es meteórica: crea en 1935 la empresa Financiera Industrial Nacional Construcciones y Anexos S.A. (FINCA), de la que fue presidente, y la usará para todo tipo de obras de construcción a lo largo de la primera mitad del siglo XX. Su procedimiento consistía en la financiación a intereses bajos denominada «crédito recíproco», expresamente diseñada para ajustarse a las políticas gubernamentales, obteniendo pingües beneficios de la construcción de viviendas baratas desde una óptica privada. Este modelo marcó un referente en el mercado de la construcción argentina hasta que en 1949 el Banco Central intervino las empresas implicadas y transfirió sus carteras de clientes al Banco Hipotecario Nacional. En el caso de FINCA, además, había una cierta inclinación hacia los modelos de organización germánicos, dados los orígenes de sus dirigentes, Erich Zeyer y su compatriota German Wernicke, lo que generó un importante proceso de inmigración alemana, máxime teniendo en cuenta el clima bélico en Europa y la evolución de la II Guerra Mundial.

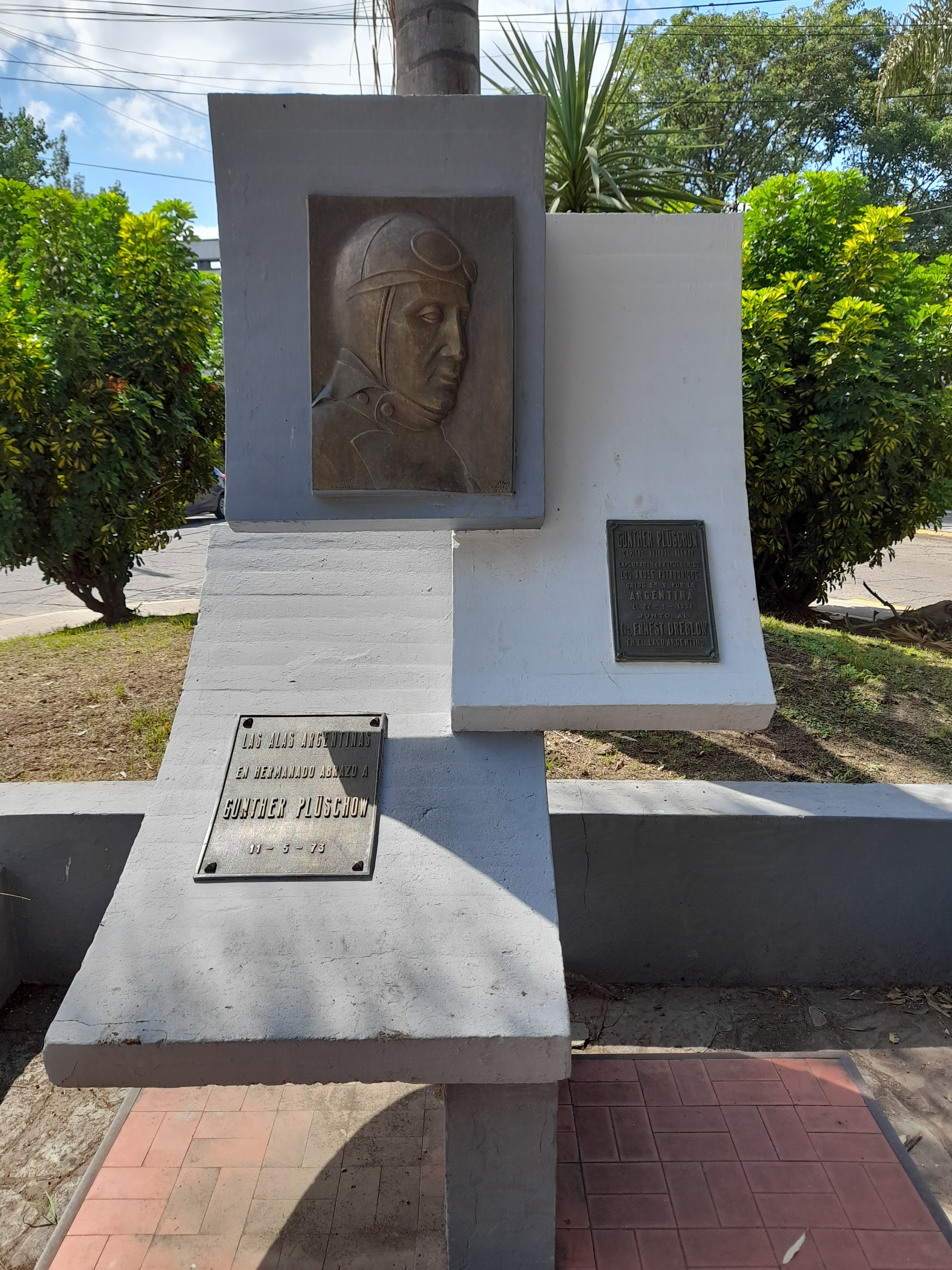
Monumento al aviador alemán Gunther Plüschow

No es de extrañar, pues, que a comienzos de la década de 1940 las compañías FINCA y Calicanto compraran los terrenos propiedad de  Pereyra Iraola que había diseñado en ellos un área de paseo denominado  Parque Richmond, base arbórea respetada para el trazado de los espacios que hoy ocupa la Ciudad Jardín Lomas de El Palomar. En 1943 el urbanista Carlos María Della Paolera, profesor del Instituto de Urbanismo de la Universidad de Buenos Aires, fundador del «Día Mundial del Urbanismo» celebrado el 8 de noviembre de cada año, reconoció a esta urbanización como la primera en su tipo en Sud America  y en 1944 se mudó el primer habitante a Ciudad Jardín; muy pronto le siguieron los dirigentes del FINCA y no se tardó en crear los equipamientos sociales necesarios para dar servicio a la incipiente comunidad.
La ciudad fue concebida buscando el equilibrio entre los beneficios de la vida urbana y la rural, previéndose, para ello, la creación de amplios espacios verdes destinados al ocio y la relación entre los vecinos. Su disposición fue especialmente pensada para ofrecer equipamiento cultural de todo tipo: escuelas, iglesias, clubs y parques, entremezclados y a distancia de paseo de todas las viviendas. Muchas de sus calles se inauguraron con nombres de plantas, concordando con la idea de espacios ajardinados. Asimismo se ha homenajeado a muchos personajes importantes en la historia de la aviación dedicándoles calles y pequeños monumentos en las mismas; esto responde a la ubicación del Colegio Militar en el barrio, un lugar de entrenamiento fundamental de las fuerzas aéreas argentinas. Sin embargo, también ha habido cierta polémica con los nombres de aviadores debido a que se ha sospechado que algunos fueran nazis refugiados a escondidas en el país tras la II Guerra Mundial.
Un hecho destacado es que el ya mencionado Carlos María della Paolera distinguió a Ciudad Jardín como la primera Ciudad Jardín de Sudamérica.
Desde el 2019, Ciudad Jardín es considerada un Área de Protección Urbana para cuidar su encanto y espíritu.

## Geografía

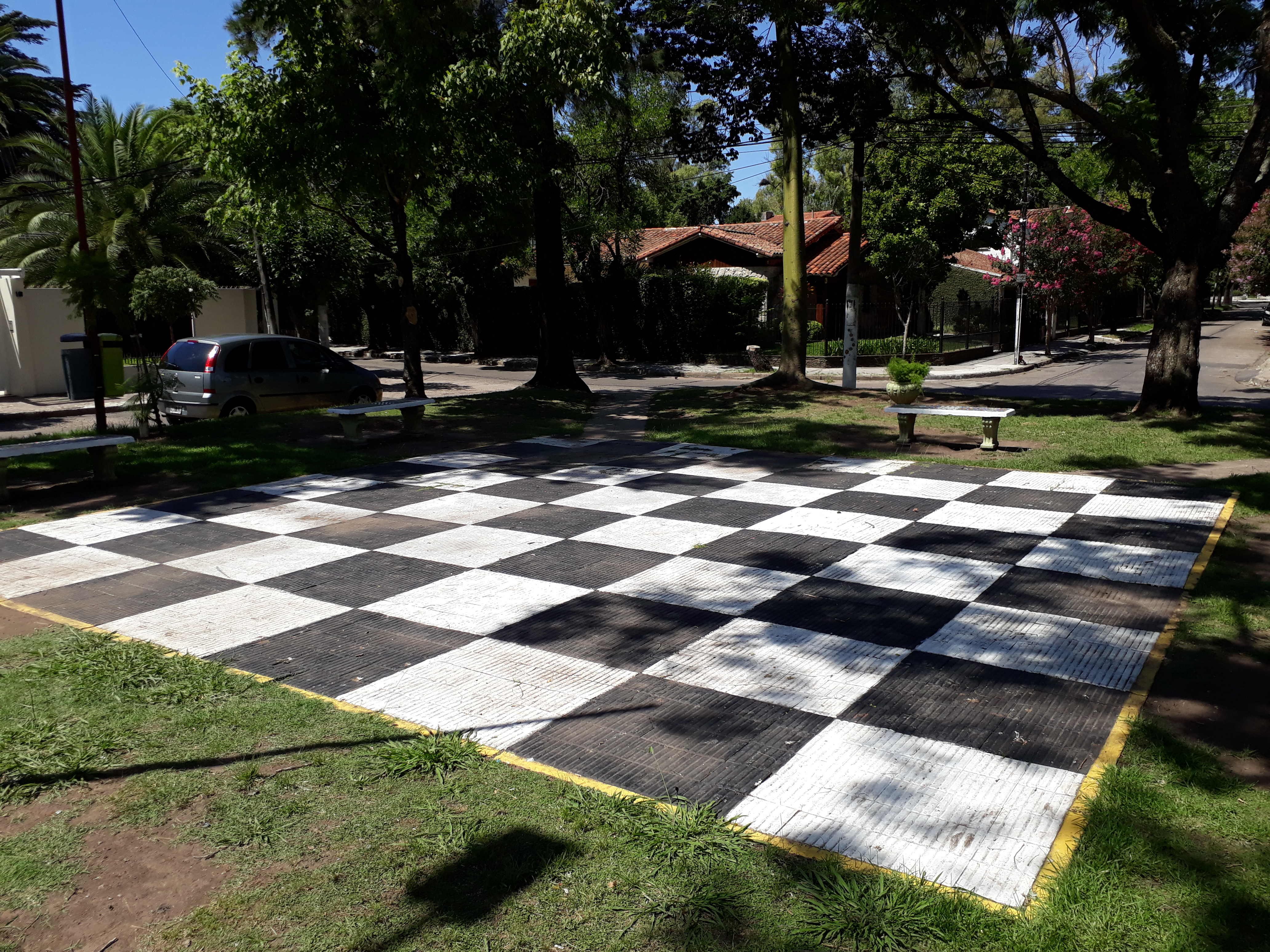
Plaza de Los Ajedrecistas o Leonardo Gette

La localidad de Ciudad Jardín limita con las siguientes localidades:
- Al noreste con  Martín Coronado
- Al noroeste con  Pablo Podestá
- Al suroeste con  El Palomar
- Al sureste con Caseros

### Población
Ciudad Jardín contaba con 16,317 habitantes (Indec, 2010), situándose como la 7° localidad más poblada del partido. 

### Accesos
Ciudad Jardín tiene acceso al centro de Buenos Aires por dos líneas de ferrocarril, la Línea San Martín y la Línea Urquiza, que proporcionan fácil acceso a la capital a unos 17 km de distancia.

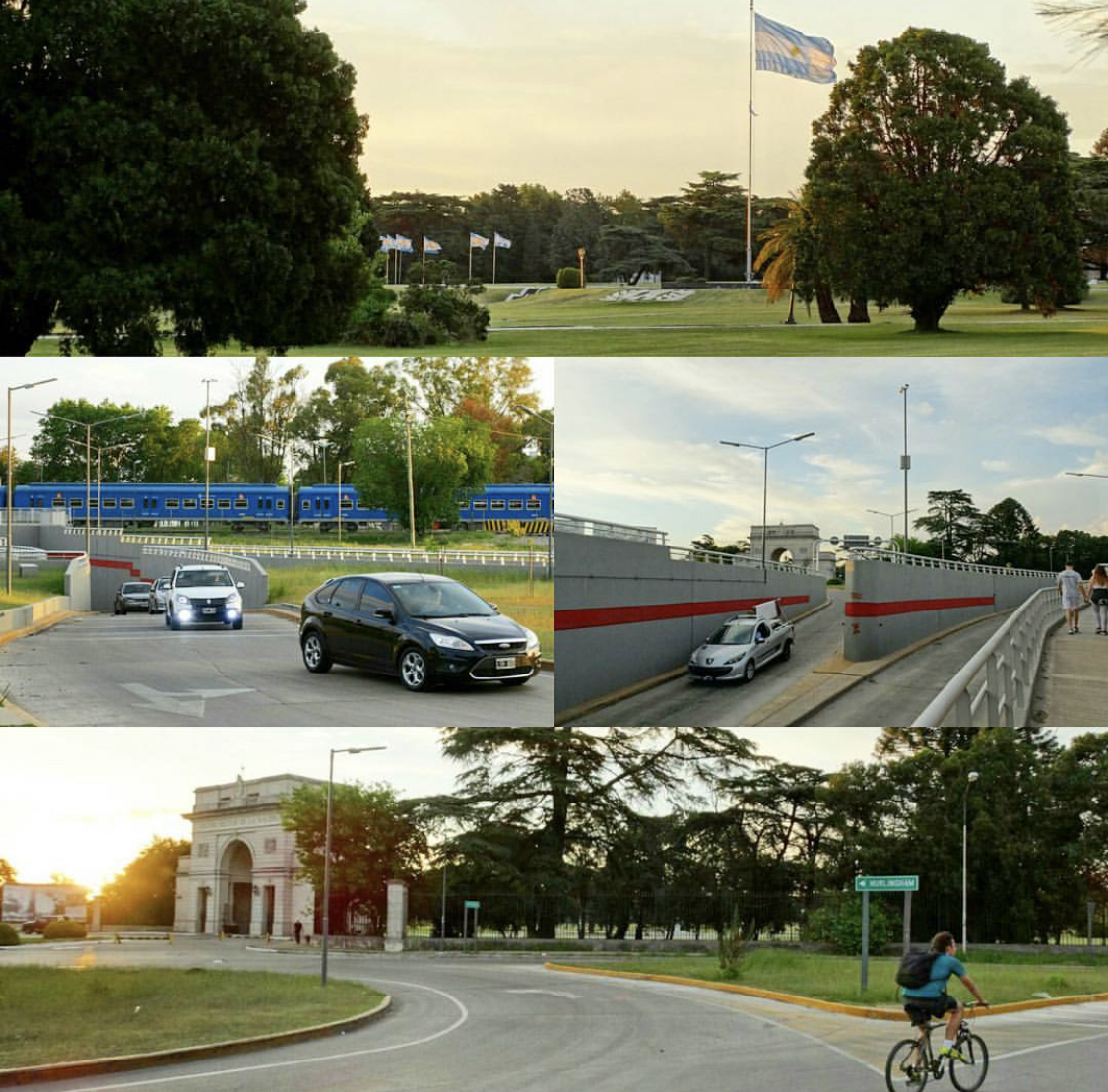
Accesos desde la Ruta 201

## Tipología urbana
La tipología constructiva elegida en sus inicios fue la del chalet californiano. Las primeras casas eran, en palabras de Zeyen, de una “simplicidad prusiana”. Sobre lotes de 10 m por 20 m los primeros chalets contaban con porche, living, una pequeña cocina, comedor, un baño y dos habitaciones. Dispuestos de a dos, estos chalets compartían techo y estaban retirados unos tres metros aproximadamente de la línea municipal.

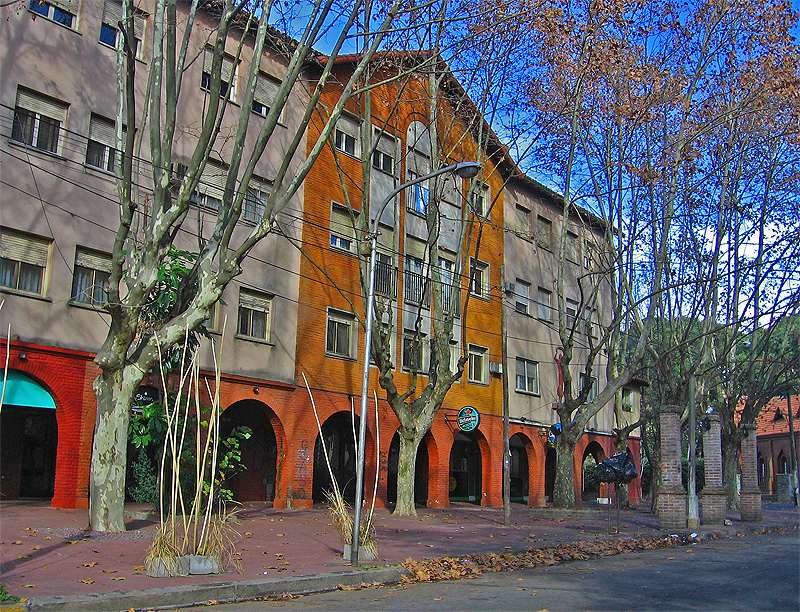
Plaza Plate, una de las tres plazas

## Clima
El clima es pampeano. Presenta veranos cálidos-calurosos e inviernos frescos, precipitaciones suficientes y en algunas ocasiones fuertes generando inundaciones; y vientos predominantes del este y del noreste, como en el resto de la parte noreste de la provincia de Buenos Aires.

### Nevadas
Durante los días 6, 7 y 8 de julio de 2007, se produjo la entrada de una masa de aire frío polar, como consecuencia de esto el lunes 9 de julio, la presencia simultánea de aire muy frío, tanto en los niveles medios de la atmósfera como en la superficie, dio lugar a la ocurrencia de precipitación en forma de aguanieve y nieve conocida como nevadas extraordinarias en la Ciudad de Buenos Aires ya que esto ocurrió prácticamente en todo Buenos Aires y demás provincias. Fue la tercera vez en la que se tiene registro de una nevada en la localidad, las anteriores veces fueron en los años 1912 y 1918.

## Música

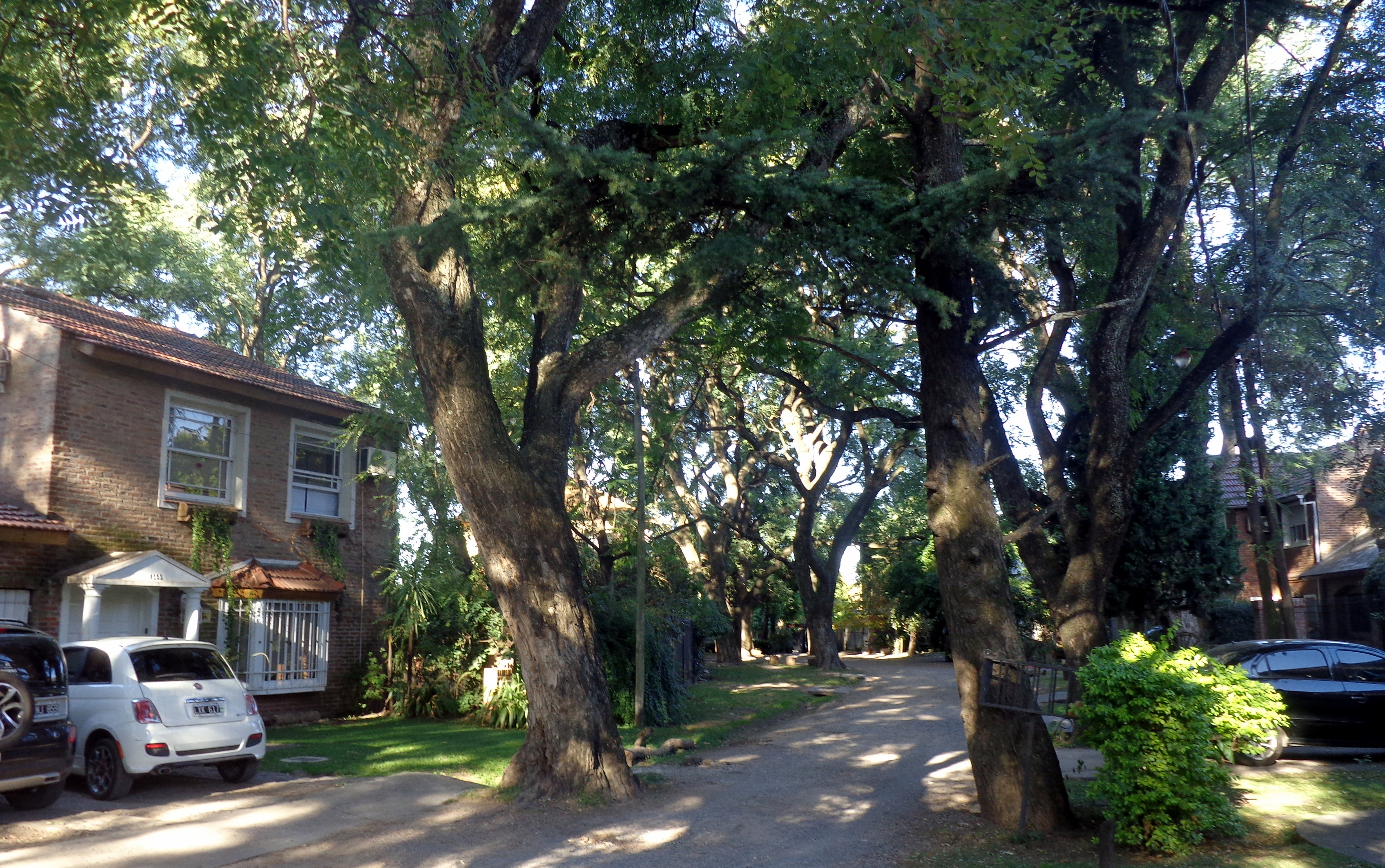
Pasaje Zeppelin

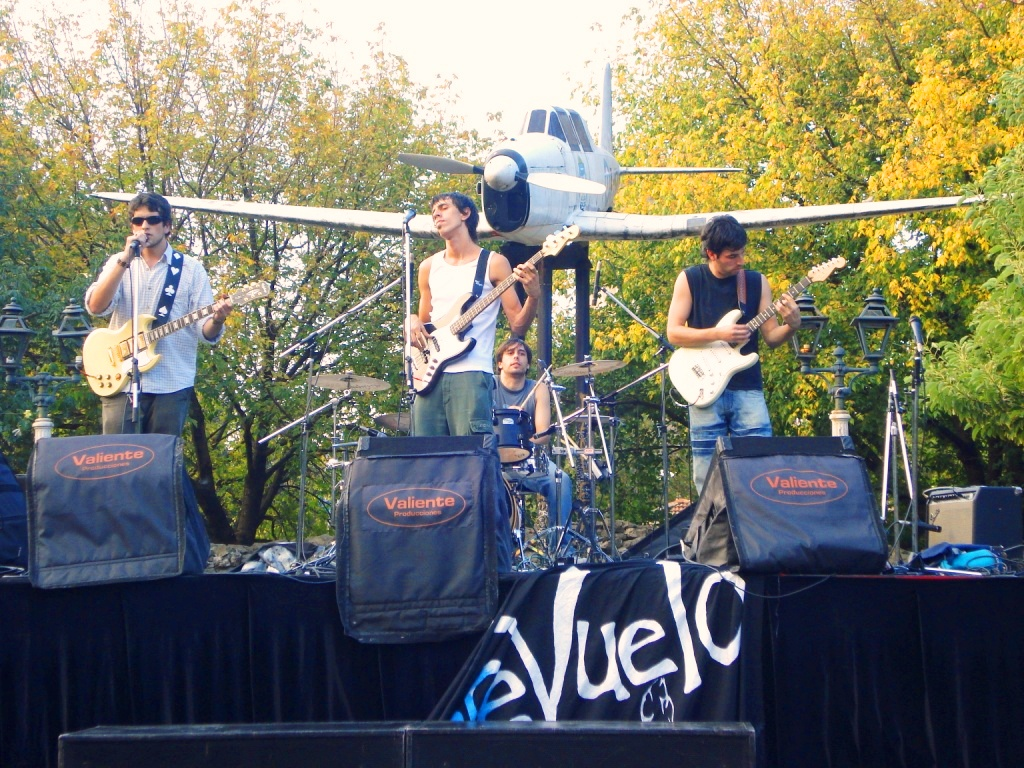
Concierto de rock en la Plaza de los Aviadores

El Palomar, y particularmente Ciudad Jardín Lomas del Palomar, todavía en los albores del siglo XXI constituían una comunidad conocida por ser la cuna de importantes músicos y grupos de jazz y rock. Entre ellos encontramos a Gustavo Santaolalla, Horacio Gianello, y su banda Arco Iris, Javier y Walter Malosetti, quienes además de familia son  músicos de jazz, Ricardo Pellican, MAM, Vitae, varios integrantes de Caballeros de la Quema, Los Piojos, Alejandro Picciano, que es un conocido guitarrista, José María De Diego, conocido cantante y segunda voz de La Franela y Ricardo Mollo, entre otros.
También es conocido como el lugar donde debutó la banda Sumo.

## Cultura popular
- Las canciones "Esquina Libertad" y "Buenos días Palomar", de la banda argentina Los Piojos, hablan sobre la ciudad.
- La canción "Mañana campestre" del grupo Arco Iris, está inspirada en la ciudad.
- El video de la canción "Sapo de otro pozo" de la banda Los Caballeros de la Quema, se filmó en las calles de la ciudad.
- La película Extraña invasión fue filmada enteramente en la ciudad en el año 1965.
- La película Aterrados fue filmada en la ciudad en el año 2017.

## Residentes destacados
- Adolf Galland
- Andrés Ciro Martínez
- Ángel Lo Valvo
- Gabriel Goity
- Gustavo Santaolalla
- Heinrich Reinhardt
- Kurt Pahlen
- Jorge Donn
- Leon Gieco
- Luis Scola
- Sebastián Prieto
- Matías Botbol
- Jorge Olguin
- Leandro Cerminato
- Hilda Molina
- Saskia Sassen
- Marcelo Boasso
- Enio Iommi
- Alejandro Lanari
- Dardo Scavino

## Parroquias de la Iglesia católica en Ciudad Jardín Lomas del Palomar
| Diócesis  | San Martín         |
| --------- | ------------------ |
| Parroquia | La Sagrada Familia |